# 東今泉町 (太田市)
東今泉町（ひがしいまいずみちょう）は、群馬県太田市にある地名（町丁）。郵便番号は373-0021。

## 概要
毛里田地区にある町丁。

## 地理

### 近隣町丁
- 矢田堀町
- 緑町
- 長手町
- 東金井町
- 富若町
- 只上町

## 世帯数と人口
2022年（令和4年）3月31日現在の世帯数と人口は以下の通りである。
| 町丁     | 世帯数  | 人口  |
| -------- | ------- | ----- |
| 東今泉町 | 412世帯 | 969人 |

## 交通

### 鉄道
町内に鉄道は通っていない。

### 道路
- 国道122号
- 群馬県道316号太田桐生線
- 北関東自動車道
  - 太田桐生インターチェンジ

## 施設
- セブンイレブン太田市東今泉町店
- イムス太田中央総合病院